# Onychostruthus taczanowskii
El gorrión de Taczanowski (Onychostruthus taczanowskii) es una especie de ave paseriforme de la familia Passeridae endémica de la meseta tibetana.